# Книга Страшного суда
«Кни́га Стра́шного суда́», или «Книга Су́дного дня» (среднеангл. Domesday Book, лат. Liber de Wintonia — «Винчестерская книга») — свод материалов первой в средневековой Европе всеобщей поземельной переписи, проведённой в Англии в 1085—1086 годах по приказу Вильгельма Завоевателя. Материалы переписи представляют собой беспрецедентный источник сведений о социальном, экономическом и демографическом развитии Англии XI века. В частности, данные переписи позволяют сделать вывод о численности населения Англии в этот период. Но в силу неполноты данных и использования различных методик подсчёта разными авторами она определяется очень по-разному, в интервале от примерно 1,3 до 2,5 млн человек. Название книги ссылается на библейский Судный день, когда всем людям должен быть предъявлен полный список их деяний.

## Перепись населения

### Цель и задачи переписи
Целью проведения всеобщей переписи, по всей видимости, являлось определение доступных королю экономических ресурсов Англии после нормандского завоевания 1066 года. Непрочность династических претензий Вильгельма I на английский престол, сохранение угрозы иностранного вторжения, а также желание короля максимально укрепить финансовое и военное обеспечение своей власти легли в основу решения о проведении переписи. В ходе переписи предполагалось провести оценку хозяйственных ресурсов каждого поместья, во-первых, для приведения традиционных норм распределения налогов (датские деньги) в соответствие с реальным уровнем доходности земельных владений, во-вторых, для урегулирования судебных споров о правах на землю, число которых резко возросло в результате перераспределения англосаксонских поместий после нормандского завоевания, и, наконец, для выяснения экономического потенциала ленов баронов короля с целью определения, какое максимальное количество рыцарей каждый лен может предоставить королю. Цель проведения переписи лаконично определил автор Англосаксонской хроники, по свидетельству которого король хотел знать больше о своей новой стране: «как она населена и какими людьми» (англ. how it was peopled and with what sort of men).

### Порядок проведения
Решение о проведении переписи было принято на заседании Большого королевского совета на Рождество 1085 года. Немедленно во все английские графства были высланы представители короля, ответственные за проведение переписи. В каждом графстве были созваны специальные собрания, представляющие собой расширенный вариант судебных коллегий графств. В их состав входили: шериф, бароны и их рыцари, имеющие земельные владения в данном графстве, члены судебных коллегий каждой сотни, а также священник, староста и шесть вилланов от каждой деревни. Эти собрания были призваны подтверждать клятвой те сведения, которые входили в сферу переписи, а также, возможно, решать возникающие земельные споры. Кроме того, данные по земельным владениям в каждой сотне фиксировались комиссиями, формируемыми из землевладельцев данной сотни. Так, в Кембриджшире в состав комиссии сотни входили в равных долях англосаксы и нормандцы, держащие земли на территории сотни.
Существует две версии того, как именно проходила перепись. По одной из них, королевские представители посещали каждую сотню, где выслушивали комиссию соответствующей сотни. По другой версии, перепись поместий графства происходила в рамках одной сессии собрания графства, участие в котором принимали комиссии сотен. Второе предположение, высказанное ещё в 1897 году Ф. В. Мейтландом, представляется большинству современных исследователей более вероятным.
Перепись была завершена к концу 1086 года, и её результаты в виде огромного массива списков и отчётов были предоставлены королю. В дальнейшем они хранились в казначействе Английского королевства в Винчестере. Помимо этого, уже к 1088 году на основании этой документации были составлены два тома «Книги Страшного суда», в которые в компактной форме вошли важнейшие сведения, полученные в результате переписи, отсортированные по графствам.

### Объекты переписи
Объектом переписи являлось хозяйственное состояние земельных владений (маноров). В связи с этим вопросы, выяснявшиеся королевскими переписчиками, концентрировались вокруг различных аспектов экономического потенциала поместья. Для каждого земельного владения фиксировались следующие данные:
- имена владельцев поместья на дату проведения переписи и на 1066 год;
- имена иных держателей поместья, если владелец передавал его в условное держание;
- площадь пахотной земли в гайдах[3];
- количество пахотных бригад (измеряемых упряжками из восьми быков) на домениальных землях владельца и на землях крестьян;
- количество крестьян различных категорий (вилланов, коттариев, сервов, свободных и сокменов), проживающих на территории поместья[4];
- размеры пастбищ, лугов и лесов, относящихся к поместью;
- количество мельниц и мест для рыболовства;
- денежная оценка[5] хозяйства поместья на дату проведения переписи и на 1066 год;
- размеры наделов свободных крестьян и сокменов в границах поместья по состоянию на дату проведения переписи и на 1066 год;
- потенциальная возможность повышения продуктивности поместья.

Очевидно, что также могли фиксироваться количество голов скота в поместье и величина сельскохозяйственных запасов, однако эти данные, в основном, в «Книгу Страшного суда» не вошли. Все сведения, подлежащие переписи, должны были указываться по состоянию на: а) год смерти Эдуарда Исповедника (1066); б) год перехода поместья к новому владельцу; в) год переписи (1086). Фактически, однако, этот принцип полностью не был выдержан, и сведения о хозяйственном положении поместий на дату их передачи новым владельцам появляются в «Книге Страшного суда» лишь эпизодически.
Перечень вопросов, вынесенных на перепись, демонстрирует стремление короля зафиксировать и оценить возможные источники доходов в казну. В частности, замки и другие строения, не связанные непосредственно с экономической деятельностью, в сферу переписи включены не были. Также «Книга Страшного суда» не содержит данных по размеру феодальных обязательств держателей поместий перед королём.

## Структура записей
На основании собранных записей была составлена «Книга Страшного суда», которая состоит из двух частей: так называемая «Малая книга», описывающая графства Норфолк, Саффолк и Эссекс, и «Большая книга», описывающая всю остальную Англию, за исключением северных областей, а также Лондона, Винчестера и некоторых других городов (предполагается, что задача переписи в них была слишком сложна). В действительности «Малая книга» имеет больший размер, поскольку содержит более подробную информацию о каждом поместье. Предполагается, что её создание было первой попыткой систематизировать результаты переписи, от которой пришлось отказаться из-за невозможности или неудобности пользования столь детальным объёмом информации.
Материал «Книги Страшного суда» сгруппирован по графствам, а в них — по феодальным владениям (а не по сотням). Для каждого графства сначала описываются земельные владения короля, затем — церкви и религиозных орденов, затем — крупнейших землевладельцев, держащих свои земли непосредственно от короля (бароны), и замыкают перечень держания женщин, королевских сервентов, сохранившихся англосаксонских тэнов и прочих мелких землевладельцев. По некоторым графствам отдельно выделены городские поселения.

## Дополнительные сведения
Книга хранилась в Винчестере, столице англонормандской монархии до правления Генриха II, который перевёл королевскую сокровищницу в Вестминстер. При королеве Виктории книга была передана в Британский национальный архив. Впервые она была перепечатана типографским способом в 1773 году, а в 1986 году, в ознаменование 900-летнего юбилея книги, Би-би-си совместно с несколькими компаниями создала «новую Книгу Страшного суда» (BBC Domesday Project) — мультимедийный проект, призванный зафиксировать память о Великобритании этого времени. Кроме того, в августе 2006 года была опубликована электронная версия «Книги» с переводом на английский (в оригинале «Книга Страшного суда» написана на латыни).
Материалы переписи используются историками для получения новых сведений, основанных на методиках статистической обработки данных.